# Harihara II
Harihara II (zm. 1404) – władca królestwa Widźajanagaru z dynastii Sangama koronowany w 1377 roku. W trakcie swojego panowania umocnił władzę centralną.